# Joan Duns Escot
|  | No s'ha de confondre amb Joan Escot Eriúgena. |

Joan Duns Escot (anglès: John Duns Scotus)  (Duns, 1266 - Colònia, 8 de novembre de 1308) fou un frare franciscà, teòleg i filòsof escocès, de vida breu. És un dels més grans representants de l'escolàstica medieval. És venerat com a beat per l'Església catòlica.

## Biografia
Nascut el 1265 a Maxton (Roxburgh) a Escòcia, encara que el seu cognom procedeix de (Berwickshire, prop d'Edimburg). Fou conegut per aquest nom, Duns amb l'apel·latiu Scotus (d'Escòcia). Això va fer que la paraula dunce, que es va desenvolupar a partir del nom Dunse donat als seus seguidors a la dècada de 1500, es va utilitzar per a algú que és incapaç d’estudiar. Els crítics de l'obra d'Escot van descriure els seus seguidors com a marcs. La gorra de dunce s'utilitzava com una forma de càstig a les escoles i la paraula dunce s'ha arribat a utilitzar com a terme per descriure a algú avorrit. El 1291 fou ordenat prevere a Northampton. Va estudiar a Cambridge, Oxford i París, on fou lector de les Sententiae de Pere Llombard el 1302. Es va llicenciar en Teologia i dirigí el centre d'estudis que tenien els franciscans a París, entre el 1300 i el 1305. En 1303, en posicionar-se a favor del papa Bonifaci VIII en el conflicte amb el rei de França sobre impostos de l'Església, fou expulsat de la Universitat de la Sorbona. Hi tornà en maig de 1304 i continuà ensenyant, fins que fou traslladat al studium franciscà de Colònia (Alemanya), en octubre de 1307. Hi morí en 1308.
Fou anomenat també Doctor Subtilis, en referència a la seva filosofia complexa i subtil. Rebé una forta influència d'Oxford en favor de la filosofia agustiniana i la ciència experimental. En marxar a París, aprofundí bàsicament el seu coneixement d'Aristòtil. També rebé influències àrabs i hebrees (Ibn Gabirol, etc.).
D'entre les seves obres, destaca la Ordinatio, un comentari al Llibre de les Sentències, de Pere Llombard, i el Tractat del Primer Principi. Els estudiosos moderns han trobat molts problemes en estudiar la seva aportació, ja que se li atribueixen molts tractats que en realitat eren de l'escola escotista, però no d'ell mateix. En tot cas, la seva filosofia genera una escola compacta de pensament.

## Doctrina filosòfica

### Epistemologia
La tradició empirista es fa començar tradicionalment amb les aportacions de Duns Escot i Guillem d'Occam. En el cas de Duns Escot, el seu punt de vista era que El coneixement humà s'origina en la sensació, però s'elabora en l'abstracció. És a dir, l'intel·lecte només entén allò que prové dels sentits, i allò que coneix en realitat són les existències singulars. Conseqüentment, l'ontologia escotista defensarà que els singulars són l'únic que existeix fora de la ment, amb totes les implicacions teològiques que això comporta: no es pot conèixer adequadament ni a Déu ni als àngels, ja que l'home té una manca d'intuïció per al coneixement de les essències.
Per Duns Escot, tota afirmació metafísica és exclusivament mental. En aquest sentit, interpretant l'innatisme agustinià, va defensar l'existència d'un cert il·luminisme: la intel·lecció existeix gràcies a la llum divina, que afecta el nostre interior. Precisament, l'objecte de la intel·ligència ha de ser l'ésser intel·ligible, dipositat en l'home per la il·luminació divina.
Només es coneix allò les propietats del qual es poden demostrar. Per aquest aspecte, fou considerat com el gran mestre dels límits, de les fronteres, ja que es va dedicar especialment a estudiar la limitació de les capacitats i el coneixement de l'home. Per Duns Escot, l'objecte de l'enteniment és la relació de conceptes i d'idees distintes, sense confusió.
En el problema dels universals, mantingué una postura moderada, que no s'encaixa ben bé en el paradigma nominalisme/realisme, sinó que és més aviat una teoria pròpia. Defensà que l'universal es troba in re, en l'individu mateix, com a concepte objectiu que es fonamenta en les coses, però que existeix formalment en la ment. És a dir, l'universal del concepte taula es troba en la taula mateixa, però existeix en certa manera en la ment de l'home.
L'acte de l'enteniment no és lliure, sinó que depèn de la intel·lecció divina (i l'home intel·ligeix el que la il·luminació li dirigeix). Dona prevalença a la Fe i a la Voluntat per sobre de la Raó i de l'enteniment; la Raó serveix de ben poca cosa per arribar a Déu. Contra els tomistes, desconfià del paper de la raó i l'autoritat d'Aristòtil, com feu també Bonaventura.
La contingència es resol en la voluntat de Déu, que escull lliurement entre totes les possibles situacions.

### Ontologia
Només existeixen els individus concrets, les coses singulars. Els individus es componen de formalitates, l'última de les quals és la haecceitas, que s'ha d'entendre com id quo res est haec et non alia, 'allò pel qual la cosa és aquesta i no una altra'.
Admet la pluralitat de diverses formes substancials en una mateixa cosa. De la formalitat de l'ésser, o entitat, s'arriba fins a l'última formalitat, que és la més concreta, real, material i individualitzada (i que conté totes les altres).
Per exemple:
- Podem referir-nos a un animal. En aquest cas, l'ésser és el gènere: es tracta de la classificació més abstracta, menys individualitzada.
- També podem precisar i dir que es tracta d'un home. Ara, l'ésser és l'espècie.
- Podem arribar a individualitzar fins a especificar que parlem de l'individu 'X'. L'ésser és l'individu, és la màxima especificació possible.

L'ésser com a tal és un concepte buit i general, ja que en realitat només existeixen els individus. En aquest sentit, Duns Escot pren una postura més aviat naturalista.

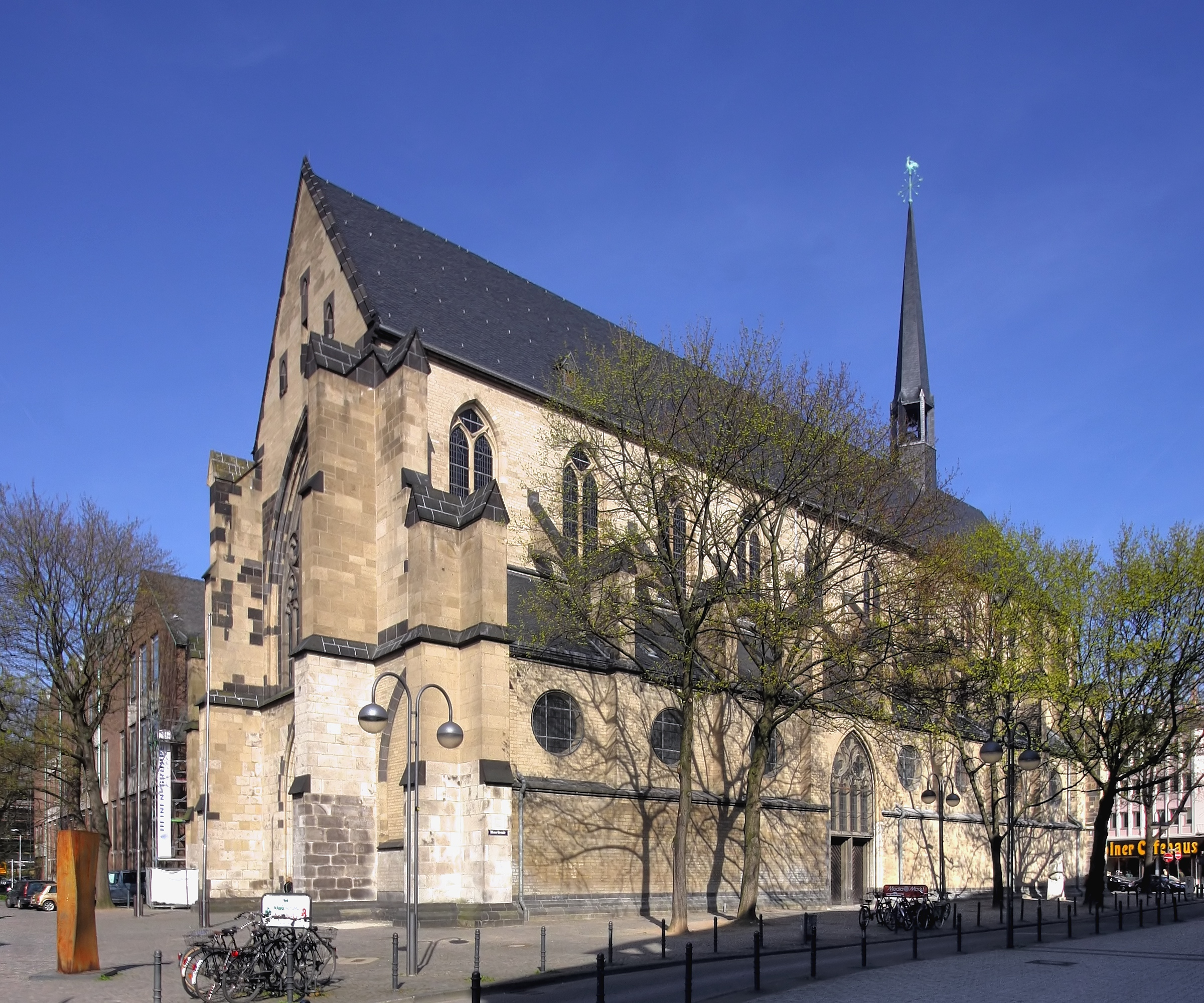
Església dels Franciscans de Colònia, on és enterrat Duns Escot
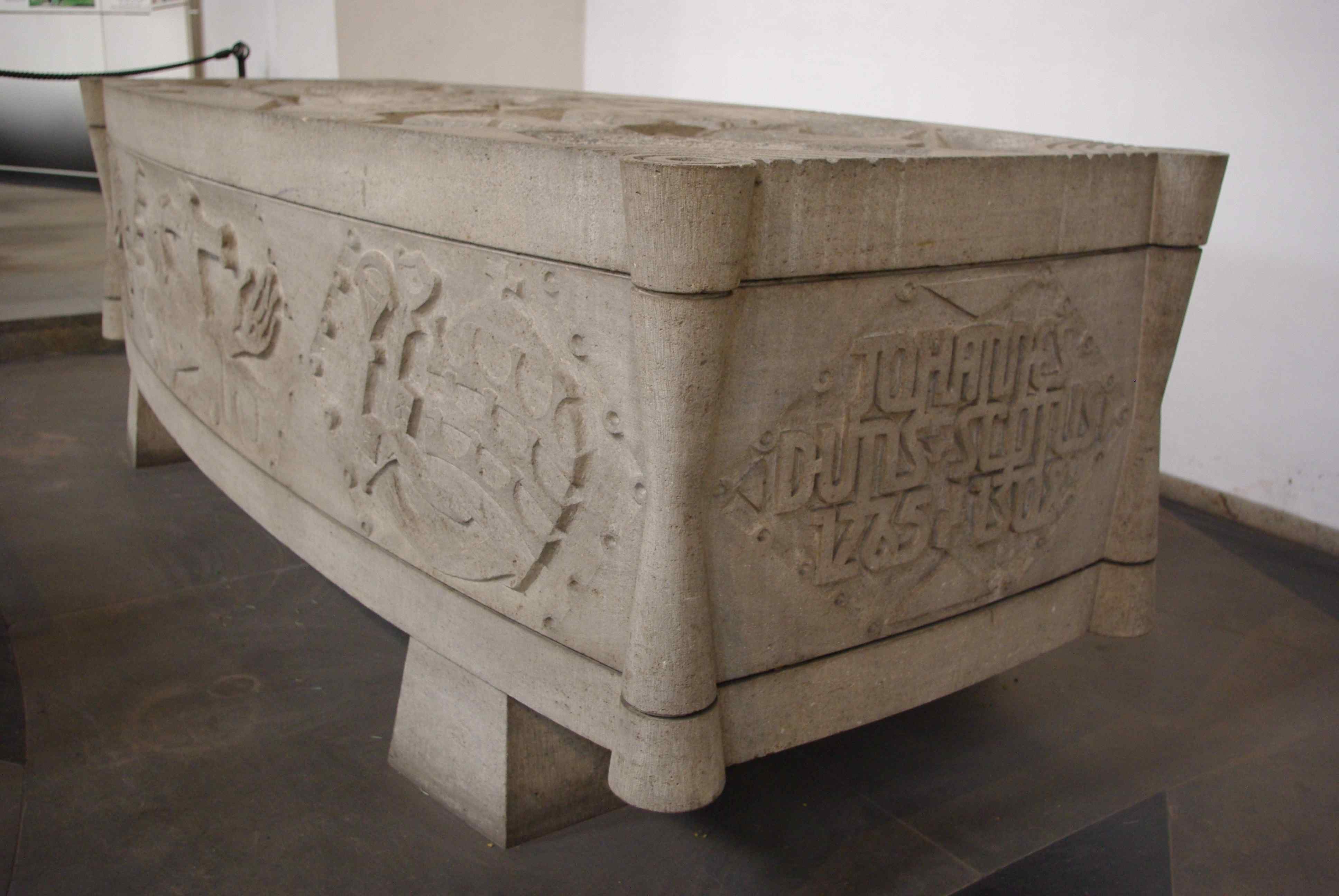
Tomba de Duns Escot als Franciscans de Colònia

### Teologia i filosofia
Duns Escot distingeix entre la teologia i la filosofia. Per ell, són dos discursos diferents, i cadascuna hauria d'anar per la seva banda. L'única salvació per la reconciliació dels dos discursos passa per la figura del teòleg-filòsof, que reuneix les dues finalitats: l'objecte de la teologia, que és Déu (i les seves veritats, són veritats de fe), i l'objecte de la filosofia, que és l'ésser (i les seves veritats, són de raó).
El que es pot demostrar per la raó no pot ser revelat, i el que és revelat, no es pot demostrar. Duns Escot presenta la teologia com una ciència pràctica: ha d'aclarir la Revelació (el teòleg és una figura similar a un perit). L'essència i les propietats de la divinitat no poden ésser deduïdes a priori, l'home només pot conèixer Déu a posteriori. Això és degut al fet que la raó humana té una impossibilitat per determinar la lliure voluntat divina; provar que Déu és Providència, Omnipotència, Veritat, Justícia i Misericòrdia no es pot fer per la raó.
Totes les veritats anteriors són reservades a la fe i a la revelació, i no es poden demostrar. Déu vol ésser totalment intel·ligible. En la seva lliure voluntat, Déu crea les coses perquè vol conferir-los ésser. Del fet que Déu ho vulgui, se'n pot deduir que és bo, i precisament, l'única raó perquè això sigui bo és perquè Déu ho ha desitjat.
En contra de Tomàs d'Aquino, Duns Escot afirma que intentar demostrar l'existència de Déu per vies físiques és incloure Déu, un esperit pur, en un món material i corruptible. Això suposaria una contradicció, puix que Déu és infinit i lliure voluntat.

### Antropologia i moral
Déu ha creat l'home, i l'ha fet cos i ànima. L'ànima és inseparable del cos mentre l'home viu, i n'és la seva forma (en contra de l'opinió dels averroistes, que afirmen que l'ànima és immortal). L'home viu en el marc de la història, i aspira a la perfecció per alliberar-se del pecat. És degut al pecat original que va cometre l'home la intel·ligència avui no el permet ser el que voldria ser.
La moral que proposa és essencialment voluntarista. L'home s'entén com a subjecte mitjançat de la gràcia divina i de les virtuts. La justícia i també la moralitat estan fonamentades en la voluntat de l'home.

## Veneració
Pels seus escrits religiosos, especialment el d'assumpte marià, fou considerat venerable. Fou beatificat el 20 de març de 1993 per Joan Pau II.
En morir, fou sebollit a la Minoritenkirche de Colònia, l'església dels franciscans. El seu sarcòfag té la inscripció:
| « | Scotia me genuit. Anglia me suscepit. Gallia me docuit. Colonia me tenet | » |

Escòcia m'engendrà. Anglaterra em crià. França m'ensenyà. Colònia em té.
Segons una antiga tradició, Duns Escot fou enterrat viu, durant un episodi de catalèpsia, però no s'ha pogut comprovar.

## Reputació i influència posteriors

### Període medieval posterior
A causa de la mort prematura i inesperada d'Escot, va deixar enrere una gran quantitat d'obres en un estat inacabat o sense editar. Els seus estudiants i deixebles van editar els seus articles, sovint confonent-los amb obres d'altres escriptors, la qual cosa en molts casos va provocar una mala atribució i una transmissió confusa. La majoria dels franciscans del segle xiii van seguir Bonaventura de Bagnoregio, però la influència d'Escot (així com la del seu rival Guillem d'Occam) es va estendre al segle XIV. Així, els teòlegs franciscans de la baixa edat mitjana es van dividir entre els anomenats escotistes i occamistes. Els seguidors del segle XIV són Francesc de Mayrone (mort el 1325), Antoni Andreu (mort el 1320), Guillem d'Alnwick (mort el 1333) i Joan de Bassolis (mort el 1347), suposadament l'alumne favorit d'Escot.

### Segles XVI al XIX
La seva reputació va patir durant la reforma anglesa, probablement a causa de la seva associació amb els franciscans. En una carta a Thomas Cromwell sobre la seva visita a Oxford l'any 1535, Richard Layton va descriure com veia la cort del New College plena de pàgines de l'obra d'Escot, el vent que les portava a cada racó. John Leland va descriure la biblioteca d'Oxford Greyfriar el 1538 (just abans de la seva dissolució) com una acumulació de teranyines, arnes i cucs de llibre.
Quan al segle xvi els escocesos van argumentar contra l'humanisme renaixentista, el terme duns o dunce es va convertir, en boca d'humanistes i reformadors, en un terme d'abús i en un sinònim d'un incapaç d’erudició.
Malgrat això, l'escotisme va créixer a l'Europa catòlica. Les obres d'Escot es van reunir en moltes edicions, especialment a finals del segle xv amb l'arribada de la impremta. La seva escola va estar probablement en el punt àlgid de la seva popularitat a principis del segle xvii; durant els segles XVI i XVII hi havia càtedres escotistes especials, per exemple a París, Roma, Coïmbra, Salamanca, Alcalá, Pàdua i Pavia. Les noves idees es van incloure pseudogràficament en edicions posteriors de la seva obra, com ara el principi d'explosió, ara atribuït a Pseudo-Escot. L'escotisme va florir fins ben entrat el segle xvii, i la seva influència es pot veure en escriptors com Descartes i Bramhall. L'interès va disminuir al segle xviii, i el renaixement de la filosofia escolàstica, conegut com a neoescolàstica, va ser essencialment un renaixement del pensament tomista.
Gerard Manley Hopkins va poder conciliar la seva vocació religiosa i la seva vocació de poeta gràcies a la seva lectura de Duns Escot. El seu poema As Kingfishers Catch Fire expressa les idees de Duns Escot sobre la hecceïtat.

### Segle XX
El segle XX va veure un ressorgiment de l'interès per Escot, amb una sèrie de valoracions del seu pensament.
Per una banda, Escot ha rebut interès de filòsofs seculars com Peter King, Gyula Klima, Paul Vincent Spade i altres.
Per a alguns d'avui, Escot és un dels teòlegs franciscans més importants i el fundador de l'escotisme, una forma especial d’escolàstica. Va sortir de l'Antiga Escola Franciscana, a la qual va participar Haymo de Faversham (mort el 1244), Alexandre de Hales (mort el 1245), Joan de Rupella (mort el 1245), Guillem de Melitona (mort el 1260), Sant Bonaventura (mort el 1274), el cardenal Mateu d'Acquasparta (mort el 1289), John Peckham, arquebisbe de Canterbury (mort el 1292), Ricard de Mediavilla (mort cap al 1300) i altres. Se'l coneixia com Doctor Subtilis a causa de les subtils distincions i matisos del seu pensament.
Els filòsofs posteriors al segle xvi eren menys elogiosos amb la seva obra i l'acusaren de sofisme. Això va fer que la paraula dunce, que es va desenvolupar a partir del nom Dunse donat als seus seguidors a la dècada de 1500, es va utilitzar per a algú que és incapaç d’estudiar. Els crítics de l'obra d'Escot van descriure els seus seguidors com a marcs. La gorra de dunce s'utilitzava com una forma de càstig a les escoles i la paraula dunce s'ha arribat a utilitzar com a terme per descriure algú avorrit.
Una qüestió important des de la dècada del 1960 ha girat sobre si el pensament d'Escot va anunciar un canvi en el pensament sobre la naturalesa de l'ésser, un canvi que va marcar un canvi respecte d'Aquino i altres pensadors anteriors; aquesta qüestió ha estat especialment significativa els darrers anys perquè s'ha vist com un debat sobre els orígens de la modernitat. Aquesta línia d'argument va sorgir per primera vegada a la dècada del 1960 entre els filòsofs francesos populars que, de passada, van assenyalar Duns Escot com la figura la teoria de la qual de l'ésser unívoca va canviar un enfocament anterior que Tomàs d'Aquino havia compartit amb els seus predecessors. Llavors, el 1990, l'historiador de la filosofia Jean-Francois Courtine va argumentar que, entre l'època d'Aquino a mitjans del segle xiii i Francisco Suárez al tombant del XVII, es va desenvolupar un enfocament fonamentalment nou de l'ésser, amb Escot prenent una gran part del seu desenvolupament. Durant la dècada del 1990, uns quants estudiosos van ampliar aquest argument per situar a Escot com el primer pensador que va sucumbir al que Heidegger va anomenar ontoteologia.
En els darrers anys, aquesta crítica a Escot s'ha difós sobretot a través dels escrits del grup de teòlegs  ortodoxos radicals, basats en John Milbank i Catherine Pickstock. El model ortodox radical ha estat qüestionat per Daniel Horan i Thomas Williams, els quals afirmen que la doctrina d'Escot de la univocitat de l'ésser és una teoria semàntica, més que una teoria ontològica. Tots dos pensadors citen Ord. 1, d. 3, paràgraf 1, q. 3, n. 163, on Escot afirma que «Així és [de manera unívoca] com s'han d'interpretar tots els passatges autoritzats que es poden trobar sobre aquest tema a la Metafísica o la Física: en termes de la diversitat ontològica d'aquelles coses a les quals s'atribueix el concepte, que és compatible amb l'existència d'un concepte que se'n pot abstreure». Aquesta cita sembla referir-se a l'epistemologia, amb conceptes abstractes, més que a l'ontologia, que Escot admet que pot ser diversa.

## En mitjans populars
El 2012 Fernando Muraca va dirigir per a TVCO i els Frares Franciscans de la Immaculada el biopic Beat Duns Scotus: Defender of the Immaculate Conception en italià. Se centra en el debat a la Universitat de París amb entrevistes de la seva infància i vocació franciscana. Adriano Braidotti va interpretar a Scotus adult i Emanuele Maria Gamboni va interpretar a Scotus de petit.